# Jerzy Misiak
Jerzy Misiak (ur. 24 czerwca 1946 w Kolonii Podporze) – polski leśnik, wieloletni dyrektor Kampinoskiego Parku Narodowego.

## Życiorys
W 1965 ukończył Technikum Leśne w Krasiczynie, a w 1970 studia na Wydziale Leśnym Szkoły Głównej Gospodarstwa Wiejskiego w Warszawie. Odbył także studia podyplomowe z zakresu zarządzania. Od 1971 do 1976 pracował w Nadleśnictwie Dobieszyn. Od 1976 zawodowo związany z Kampinoskim Parkiem Narodowym, w latach 1988–2014 pełnił funkcję jego dyrektora. W czasie pełnienia przez niego tej funkcji park uzyskał status rezerwatu biosfery (według programu UNESCO). Działał na rzecz powiększenia granic parku, zainicjował też wydawanie periodyku „Puszcza Kampinoska” oraz utworzenie dwóch ośrodków edukacyjnych.
Jest nie tylko przyrodnikiem, leśnikiem i organizatorem ochrony przyrody Puszczy Kampinoskiej. W 2004 był jednym z inicjatorów budowy pomnika Niepodległej Rzeczypospolitej Kampinoskiej w Wierszach. Z jego inicjatywy w 2009 w Izabelinie powstał pomnik leśników i pracowników Puszczy Kampinoskiej, którzy zostali pomordowani lub polegli w czasie II wojny światowej. Zajmuje się również ochroną innych miejsc pamięci narodowej na terenie puszczy, m.in. cmentarzy i pojedynczych mogił. Jest autorem książki W gajówce patriotyzmu, wydanej w 2009 przez Kampinoski Park Narodowy – szczegółowej monografii lasów podwarszawskich i leśników.
W 2014 bez powodzenia kandydował do sejmiku mazowieckiego z listy Polskiego Stronnictwa Ludowego.

## Odznaczenia i wyróżnienia
W 2011 prezydent Bronisław Komorowski, za wybitne zasługi w działalności na rzecz rozwoju leśnictwa i ochrony środowiska naturalnego, za osiągnięcia w pracy zawodowej, odznaczył Jerzego Misiaka Krzyżem Komandorskim Orderu Odrodzenia Polski. W 2001 prezydent Aleksander Kwaśniewski, za wybitne zasługi w działalności na rzecz ochrony przyrody i edukacji ekologicznej, nadał mu Krzyż Kawalerski tego orderu.
W 2005, za wybitne osiągnięcia w utrwalaniu pamięci i miejsc walk i męczeństwa w Puszczy Kampinoskiej, został przez kierownika Urzędu do Spraw Kombatantów i Osób Represjonowanych Jana Turskiego odznaczony Medalem Pro Memoria. W 2007 otrzymał „Babinicza” – nagrodę gminy Stare Babice. W 2011 minister obrony narodowej, za wybitne zasługi w procesie upowszechniania i kultywowania chlubnych tradycji oręża polskiego oraz inicjowania działalności związanej z tradycjami orężnymi w środowiskach cywilnych i wojskowych, w kraju i za granicą, uhonorował go Odznaką Honorową oraz Medalem Pamiątkowym Kustosza Tradycji, Chwały i Sławy Oręża Polskiego.